# Frisco (Carolina do Norte)
Frisco é um lugar designado pelo censo do condado de Dare no estado estadounidense da Carolina do Norte.
O aeroporto Billy Mitchell está localizado em Frisco e foi nomeado pelo ex Geral de Exército dos Estados Unidos William Mitchell